# Bob Tzudiker
Bob Tzudiker est un scénariste et acteur américain né le 28 août 1953 à Boston au Massachusetts.

## Filmographie

### Scénariste
- 1987 : What's Happening Now! : 1 épisode
- 1992 : Les News Boys
- 1994 : Le Roi lion
- 1996 : Le Bossu de Notre-Dame
- 1996 : Couacs en vrac : 1 épisode
- 1997 : Anastasia
- 1999 : Tarzan
- 2000 : Les 102 Dalmatiens à la rescousse !
- 2000 : 102 Dalmatiens
- 2001-2002 : La Légende de Tarzan : 39 épisodes
- 2002 : La Légende de Tarzan et Jane
- 2005 : Tarzan 2
- 2019 : The Birds and the Bees PSA
- 2021 : Le Bossu de Notre-Dame

### Acteur

#### Cinéma
- 1979 : Les Joyeux Débuts de Butch Cassidy et le Kid : un passant
- 1985 : Stand Alone : Farley
- 1986 : Y a-t-il quelqu'un pour tuer ma femme ? : l'avocat de Sam
- 1986 : Omega Syndrome : Harry
- 1986 : Golden Child : L'Enfant sacré du Tibet : le client de l'homme d'affaires
- 1987 : Walker : Garrison
- 1988 : Mortuary Academy (en) de Michael Schroeder : M. Biallystock
- 1990 : Total Recall : le médecin

#### Télévision
- 1977 : Peter Lundy and the Medicine Hat Stallion : Pee Wee
- 1981-1982 : Capitaine Furillo : Max et Irv Kresky (2 épisodes)
- 1983 : Manimal : un homme (1 épisode)
- 1983 : Sacrée Famille : M. Needham (1 épisode)
- 1983 : Three's Company : M. Jones (1 épisode)
- 1983 : Drôle de vie : un client (2 épisodes)
- 1984 : Simon et Simon : Dr Paul Iglitzen (1 épisode)
- 1984 : Paper Dolls : Bill (1 épisode)
- 1984 : Mike Hammer : un journaliste (1 épisode)
- 1984-1985 : Arabesque : l'agent et le notaire (2 épisodes)
- 1985 : Rick Hunter : l'homme au téléphone (1 épisode)
- 1986 : Clair de lune : un membre d'équipe du Blue Moon (1 épisode)
- 1986 : CBS Schoolbreak Special : le père de Mary Pat (1 épisode)
- 1986 : Hooker : Leland Perrier (1 épisode)
- 1986 : La Loi de Los Angeles : Gordon Stern (1 épisode)
- 1986 : Le Magicien (1 épisode)
- 1988 : Des jours et des vies : Dean (2 épisodes)
- 1991 : Parker Lewis ne perd jamais : le médecin (1 épisode)